# カーテンズ
『カーテンズ』 (Curtains) はジョン・フルシアンテによる、2004年6月から2005年2月にかけての6連続アルバムリリースの最終作である。
このアルバムはアコースティックギターが主に使われており、ジョシュ・クリングホッファーと製作した、エレクトリックなサウンドが多用された前作の『ア・スフィアー・イン・ ザ・ハート・オブ・サイレンス』とは対照的である。
オートラックスのカーラ・アザール (Carla Azar) がドラム、ケン・ワイルドがアップライトベース、マーズ・ヴォルタのオマー・ロドリゲス・ロペスがギターを担当し、その他のすべての楽器はジョン・フルシアンテが演奏している。
「The Past Recedes」のPVがインターネット上で公開された。

## 収録曲
1. "The Past Recedes" - 3:53
2. "Lever Pulled" - 2:22
3. "Anne" - 3:35
4. "The Real" - 3:06
5. "A Name" - 2:03
6. "Control" - 4:29
7. "Your Warning" - 3:33
8. "Hope" - 1:56
9. "Ascension" - 2:52
10. "Time Tonight" - 3:12
11. "Leap Your Bar" - 2:36

## 製作者
- ジョン・フルシアンテ - ボーカル、エレクトリック・ギター、アコースティック・ギター、ベース、メロディカ・ピアノ、ピアノ、ストリングアンサンブル、メロトロン、シンセサイザー、Treatments、プロデューサー、デザイン
- オマー・ロドリゲス・ロペス - リードギター（"Lever Pulled"、〈フルシアンテと共に〉"Anne"）
- カーラ・アザール (Carla Azar) - ドラム
- Ken Wild - コントラバス
- Didier Martín - Production
- Ryan Hewitt - エンジニア、ミキシング
- Chris Holmes - 補足的なミキシング
- バーニー・グランドマン - マスタリング
- Lola Montes - 写真撮影
- Mike Piscitelli - デザイン
- Dave Lee - 楽器技術者